# Sparganium
Sparganium L., 1753 è un genere di piante acquatiche spermatofite monocotiledoni appartenenti alla famiglia delle Typhaceae.

## Etimologia
Il nome generico (Sparganium) deriva dal greco sparganon (= fascia; “sparganio” in italiano antico), e indica una pianta con foglie a forma di nastro o fettuccia. Questo nome per primo è stato usato da Dioscoride per alcune piante acquatiche, mentre l'inserimento definitivo nella nomenclatura tassonomica botanica è stata fatta per opera di Linneo.

## Descrizione

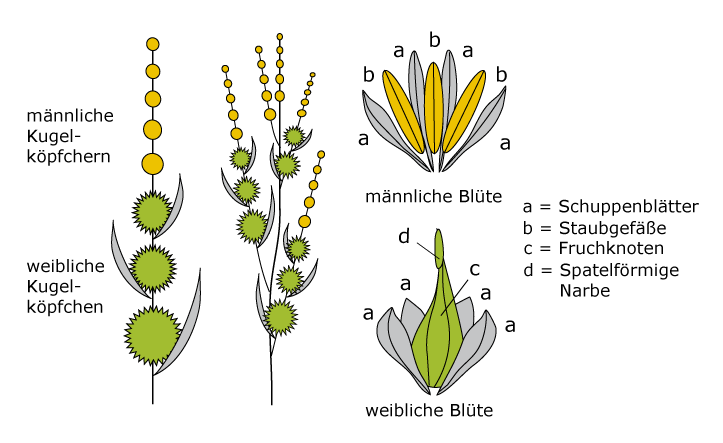
Rappresentazione schematica dell'infiorescenza del genere Sparganium. I fiori colorati in verde sono quelli femminili; quelli colorati in giallo sono maschili. All'estrema sinistra è disegnata una infiorescenza tipica della specie Sparganium emersum, al centro un'infiorescenza tipica della specie Sparganium erectum (Descrizione dei fiori : a) brattee; b) stami; c) ovario; d) stilo)

Tutte le specie di questo genere sono perenni e rizomatose. La forma biologica comune a tutto il genere è idrofita radicante (I rad), ossia sono piante acquatiche perenni le cui gemme si trovano sommerse o natanti ed hanno un apparato radicale che le ancora al fondale.

In questo tipo di piante si nota una evidente riduzione delle parti vessillifere (fiori vistosi con petali policromi). Questo potrebbe indicare una forma più evoluta rispetto ad altre specie appartenenti ad altre famiglie dello stesso ordine. 

### Radici
Radici secondarie da rizoma.

### Fusto
- Parte ipogea: la parte ipogea consiste in un grosso rizoma stolonifero e strisciante poggiato sul fondale fangoso, da cui si erge la parte aerea del fusto.
- Parte epigea: la parte emersa del fusto è cilindrica e fasciata da lunghe foglie dalla caratteristica forma a coltello; è eretto, robusto e ramoso.

### Foglie
Le foglie sono semplici (a lamina intera), lineari (nastriformi) e senza stipole; sono carenate nella parte basale; possono avere una consistenza rigida oppure sono morbide a seconda della specie; il portamento è eretto oppure liberamente fluttuante nell'acqua.
- Foglie basali: quelle radicali sono lunghe e sono disposte a ventaglio.
- Foglie cauline: quelle lungo il fusto sono disposte in modo alternato (l'ordine di distribuzione è distico); sono inoltre più brevi, senza picciolo e guainanti il fusto.

### Infiorescenza
L'infiorescenza è composta da una o più pannocchie ramose con almeno un capolino per ramo; questo normalmente è globulare e sessile, ma può essere anche pendulo. In queste piante i fiori dei due sessi sono distinti : quelli maschili (a caratteri staminali) sono di un tipo, quelli femminili (con caratteri carpellari) sono di un altro; quindi sono piante dicline e monoiche. Generalmente i fiori maschili stanno sopra a quelli femminili.

### Fiori
I fiori sono unisessuali, monoici, attinomorfi, bi-ciclici (a due verticilli) e trimeri (ogni verticillo è composto almeno da tre elementi). 
- Fiore maschile: gli stami sono 3 o più; esiste inoltre una forma rudimentale di perigonio formato da un verticillo di 3 o 6 squamette scagliose o brattee.
- Fiore femminile: l'ovario è supero, uniloculare (formato da un carpello) e con un solo ovulo; l'ovario è sormontato da un semplice stilo; anche qui abbiamo un perigonio appena abbozzato di aspetto sepaloideo (da 3 a 6 tepali sepaloidi o brattee).
- Impollinazione: tramite anemogamia.

### Frutti
Il frutto di queste piante è una drupa (o noce) monosperma acheniforme, dove l'esocarpo (l'epidermide superiore) è spugnoso, mentre l'endocarpo (l'epidermide inferiore) è legnoso. In molti casi questo frutto è adattato al galleggiamento. La disseminazione è “idrocora” (disseminazione nell'acqua).

## Distribuzione e habitat
Sono diffuse in quasi tutto il mondo; questa distribuzione così ampia è tipica delle specie acquatiche in quanto facilmente trovano nell'acqua habitat molto simili e omogenei.

Distribuzione ampia non solo nello spazio ma anche nel tempo, infatti questo genere è molto antico e lo si può far risalire al periodo oligocenico in quanto una sua specie (Sparganium antiquum) è stata ritrovata tra la flora oligocenica dell'isola di Wight.
Buona parte delle specie sono originarie dell'America settentrionale (poche specie arrivano fino al Messico); le altre appartengono alla flora spontanea dei paesi eurasiatici a clima temperato-freddo. Qualche presenza in Australia e Nuova Zelanda

Tutte le specie spontanee della flora italiana vivono anche sull'arco alpino. La tabella seguente mette in evidenza alcuni dati relativi all'habitat, al substrato e alla diffusione delle specie a carattere alpino.
| specie                        | Comunità vegetali | Piani vegetazionali      | Substrato | pH     | Livello trofico | H2O       | Ambiente | Zona alpina                       |
| ----------------------------- | ----------------- | ------------------------ | --------- | ------ | --------------- | --------- | -------- | --------------------------------- |
| S. angustifolium              | 1                 | alpino subalpino montano | Ca-Si Si  | acido  | basso           | acquatico | A1       | tutto l'arco alpino (escl. TO UD) |
| S. emersum                    | 6                 | montano collinare        | Ca Ca-Si  | neutro | alto            | acquatico | A1 A2    | VC NO CO TN BZ BL UD              |
| S. erectum subsp. erectum     | 6                 | montano collinare        | Ca Ca-Si  | neutro | alto            | acquatico | A1 A2    | CN TO CO SO BS TN BZ UD           |
| S. erectum subsp. microcarpum | 6                 | montano collinare        | Ca Si     | neutro | alto            | acquatico | A1 A2    | UD                                |
| S. erectum subsp. neglectum   | 6                 | montano collinare        | Ca-Si Si  | neutro | alto            | acquatico | A1 A2    | AO VC NO TN BZ BL                 |
| S. hyperboreum                | 1                 | alpino                   | Ca-Si     | neutro | basso           | acquatico | A1       | BZ                                |
| S. natans                     | 1                 | montano collinare        | Ca Si     | neutro | medio           | acquatico | A1       | tutto l'arco alpino (escl. CO VA) |

Legenda e note alla tabella.

Per il “substrato” con “Ca/Si” si intendono rocce di carattere intermedio (calcari silicei e simili); vengono prese in considerazione solo le zone alpine del territorio italiano (sono indicate le sigle delle province).
Comunità vegetali:
1 = comunità acquatiche natanti o sommerse
6 = comunità delle megaforbie acquatiche
Ambienti:
A1 = acque permanenti
A2 = acque correnti

## Tassonomia
Il Sistema Cronquist assegnava il genere alla famiglia Sparganiaceae dell'ordine Typhales.
La moderna classificazione APG lo attribuisce alla famiglia Typhaceae dell'ordine Poales.
Il genere comprende una ventina di specie:
- Sparganium americanum Nutt.
- Sparganium androcladum (Engelm.) Morong
- Sparganium angustifolium Michx.
- Sparganium confertum Y.D.Chen
- Sparganium emersum Rehmann
- Sparganium erectum L.
- Sparganium eurycarpum Engelm.
- Sparganium fallax Graebn.
- Sparganium fluctuans (Engelm.) B.L.Rob.
- Sparganium glomeratum (Laest. ex Beurl.) Beurl.
- Sparganium gramineum Georgi
- Sparganium hyperboreum Laest. ex Beurl.
- Sparganium japonicum Rothert
- Sparganium kawakamii H.Hara
- Sparganium limosum Y.D.Chen
- Sparganium × longifolium Turcz. ex Ledeb.
- Sparganium natans L.
- Sparganium × oligocarpon Ångstr.
- Sparganium probatovae Tzvelev
- Sparganium rothertii Tzvelev
- Sparganium × speirocephalum Neuman
- Sparganium × splendens Meinsh.
- Sparganium stoloniferum (Buch.-Ham. ex Graebn.) Buch.-Ham. ex Juz.
- Sparganium subglobosum Morong
- Sparganium yunnanense Y.D.Chen

### Specie spontanee della flora italiana
Per meglio comprendere ed individuare le varie specie del genere (solamente per le specie spontanee della nostra flora) l'elenco che segue utilizza in parte il sistema delle chiavi analitiche.
Tutte le piante sono a ciclo biologico perenne e a forma biologica di tipo idrofita radicante (I rad), mentre l'habitat è più o meno acquatico (sponde dei fossi o stagni con acqua lenta).
- Gruppo 1A : le foglie, alla base, sono trigone; sono erette (come il fusto) ed emergono dall'acqua;

Sparganium erectum L. - Coltellaccio maggiore : l'infiorescenza è ramosa con molti capolini;le foglie sono larghe oltre 1 cm; le piante arrivano fino a 15 dm di altezza. Il tipo corologico è Eurasiatico; la diffusione è su tutto il territorio italiano ad una altitudine fino a 500 m s.l.m.
Sparganium emersum Rehm. - Coltellaccio a fusto semplice : generalmente l'infiorescenza è unica; le foglie sono poco larghe (3-6 mm); la pianta arriva fino 50 cm di altezza. Il tipo corologico è Eurasiatico; la diffusione sul territorio italiano è discontinua (è considerata rara) e arriva fino a 500 m s.l.m.
- Gruppo 2A : la lamina delle foglie è piana; sono inoltre natanti (infatti le foglie sono molli come il fusto);

Sparganium angustifolium Michx. - Coltellaccio natante : il tessuto delle foglie è pluri-stratificato; l'infiorescenza si presenta con 2 -3 capolini maschili, mentre i frutti sono peduncolati; la pianta arriva fino a 50 cm di altezza. Il tipo corologico è Eurosiberiano; è una pianta rara (si trova solo al nord) e vegeta da 100 a 2300 m s.l.m.
Sparganium natans L. - Coltellaccio minore : il capolino maschile è unico; i frutti sono sessili con un breve becco; la pianta arriva a circa 80 cm di altezza. Il tipo corologico è Eurosiberiano; si trova solo nelle Alpi e vegeta da 500 a 1600 m s.l.m.
Sparganium hyperboreum Laestadius - Coltellaccio degli Eschimesi : il capolino maschile è unico; i frutti sono sessili e sono senza becco; la pianta arriva a circa 80 cm di altezza. Il tipo corologico è Circumboreale – Artico - Alpino; in Italia si trova solo nella provincia di Bolzano a 2300 m s.l.m. ed è molto rara.

## Usi
Queste piante sono di poco interesse sia per l'industria che per il giardinaggio. Si conosce l'utilizzo alimentare dei rizomi in qualche popolazione lontana dalla civiltà, ma nulla di più.